# Goldene Zeiten (Album)
Goldene Zeiten ist das zweite Livealbum der deutschen Rock-Musikgruppe Unheilig.

## Hintergrund
Das Album beinhaltet alle Songs, die auf der Goldenen Zeit Tour 2006 gespielt wurden. Hauptsächlich wurden Lieder des zu diesem Zeitpunkt aktuellen Albums Moderne Zeiten gespielt. Das Livealbum wurde am 23. Februar 2006 im Nürnberger Hirsch aufgenommen. Neben dem Konzert enthält das Album noch das unveröffentlichte Lied Wellenbrecher und zweimal das Lied Goldene Zeiten als Remix, einmal vom Graf selbst und einmal von Keyboarder Henning Verlage, sowie das ebenfalls unveröffentlichte Stück Ich will leben, das auch als Single ausgekoppelt und zusammen mit Project Pitchfork eingespielt wurde.
Das Album erschien am 13. Oktober 2006 in Deutschland als eine Art „Dankeschön“ an die Fans für die Unterstützung der Band. Das Album war auf 3000 Stück limitiert und bereits durch den Vorverkauf ausverkauft.

## Titelliste
| CD 1 1. Das Uhrwerk – 1:13 2. Luftschiff – 6:04 3. Ich will alles – 4:19 4. Goldene Zeiten – 4:48 5. Sieh in mein Gesicht – 4:38 6. Helden – 4:57 7. Auf zum Mond – 6:32 8. Astronaut – 5:16 9. Zauberer – 4:16 10. Herz aus Eis – 5:27 11. Phönix – 3:55 12. Horizont – 5:26 13. Freiheit – 6:27 | CD 2 1. Gelobtes Land – 5:01 2. Menschenherz – 5:35 3. Maschine – 7:16 4. Schutzengel – 5:22 5. Sage Ja! – 5:22 6. Mein Stern – 6:54 7. Wellenbrecher – 5:15 (Bonustrack) 8. Goldene Zeiten (Clubmix Henning Verlage) – 4:57 (Bonustrack) 9. Goldene Zeiten (Graf Remix) – 5:42 (Bonustrack) 10. Ich will leben – 4:17 (mit Project Pitchfork; Albumversion) |

## Tour
Diese folgende Liste beinhaltet alle Konzerte in chronologischer Reihenfolge, die bei der Goldenen Zeiten Tour 2006 gespielt wurden:
| Datum      | Stadt          | Veranstaltungsort        | Land        |
| ---------- | -------------- | ------------------------ | ----------- |
| 16.02.2006 | Köln           | Underground              | Deutschland |
| 17.02.2006 | Kaiserslautern | Kammgarn                 | Deutschland |
| 18.02.2006 | Zürich         | Dynamo                   | Schweiz     |
| 19.02.2006 | Rüsselsheim    | Rind                     | Deutschland |
| 22.02.2006 | Heidelberg     | Schwimmbad               | Deutschland |
| 23.02.2006 | Nürnberg       | Hirsch                   | Deutschland |
| 24.02.2006 | Görlitz        | Landskron Kulturbrauerei | Deutschland |
| 25.02.2006 | Glauchau       | Alte Spinnerei           | Deutschland |
| 26.02.2006 | Bad Salzungen  | Kalewerk                 | Deutschland |
| 02.03.2006 | Krefeld        | Kulturfabrik             | Deutschland |
| 03.03.2006 | Hannover       | Capitol                  | Deutschland |
| 04.03.2006 | Magdeburg      | Factory                  | Deutschland |
| 05.03.2006 | Berlin         | Kato                     | Deutschland |
| 24.03.2006 | Arnhem         | Goudvishal               | Niederlande |
| 08.04.2006 | Barcelona      | KGB                      | Spanien     |